# Kraljevski apartman
Kraljevski apartman – (srp. Краљевски aпартман) serbska grupa heavymetalowa.

## Muzycy

### Obecny skład
- Zoran Zdravković
- Zoran Radovanović
- Jovan Baranin
- Miroslav Đorđević
- Bojan Antonijević

### Byli członkowie
- Ivan Đerković
- Marko Nikolić
- Dejan Đorđević
- Zoran Rončević
- Nebojša Čanković
- Vladimir Rajčić
- Duždević Srđan
- Čačija Igor
- Miroslav Šen

## Dyskografia

### Albumy studyjne
- Long Live Rock 'n' Roll (1997)
- Izgubljen u vremenu (2000)
- Rocker (2002)
- Ruka pravde (2004)
- Čuvar tajni (2008)

#### Albumy koncertowe
- Best Of Live (1996 - 2005) (2005)

#### Video albumy
- 10 godina sa vama - Live SKC (2005)